# Forteresse médicéenne (Montepulciano)
La forteresse médicéenne (en italien : Fortezza Medicea) est un édifice militaire de l'ancienne république de Sienne situé dans la commune de Montepulciano (province de Sienne) en Toscane,.

## Historique
La forteresse, construite en 1261, a été détruite et reconstruite à plusieurs reprises en raison des disputes sur Montepulciano entre la république de Sienne et la république de Florence.
La dernière reconstruction est attribuée à l'architecte Antonio da Sangallo le Vieux, d'où le surnom de « Médicis ».
Elle subit finalement d'importantes rénovations en 1885 par l'ingénieur siennois Augusto Corbi (it).
Une fois terminée sa vocation militaire, elle abrita d'abord une fabrique de vers à soie, puis le lycée classique Agnolo Poliziano.

## Utilisation
Actuellement, certaines de ses salles sont utilisées comme centre culturel et d'exposition, utilisés pour l'exposition annuelle d'artisanat.
D’autres espaces hébergent l'université d'État de Kennesaw de Géorgie (États-Unis), qui les utilise à des fins d’enseignement et de formation.
La forteresse héberge aussi dans son cloître le consortium Enoliteca (producteurs de Vino Nobile).

## Galerie

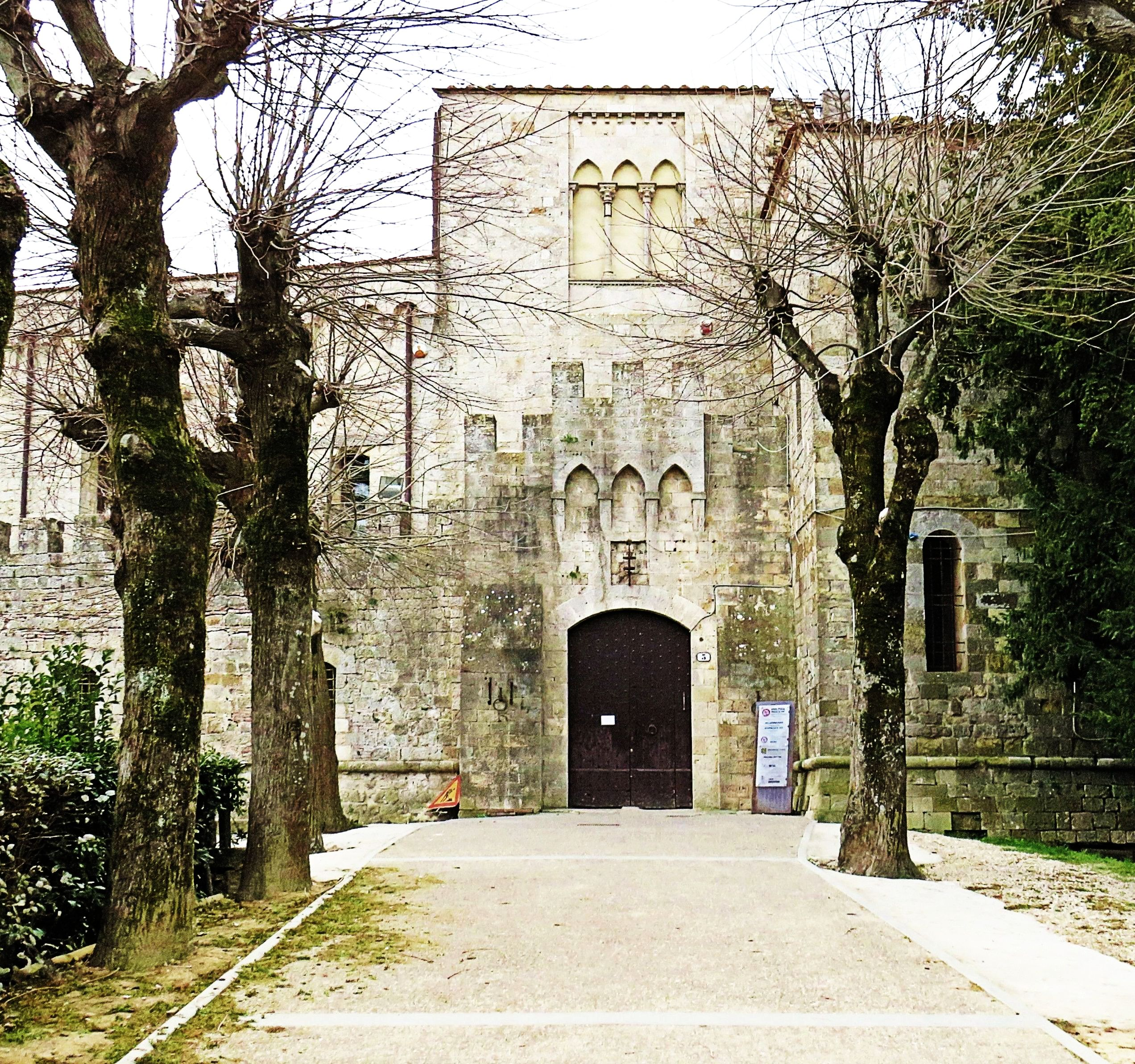
L'entrée.
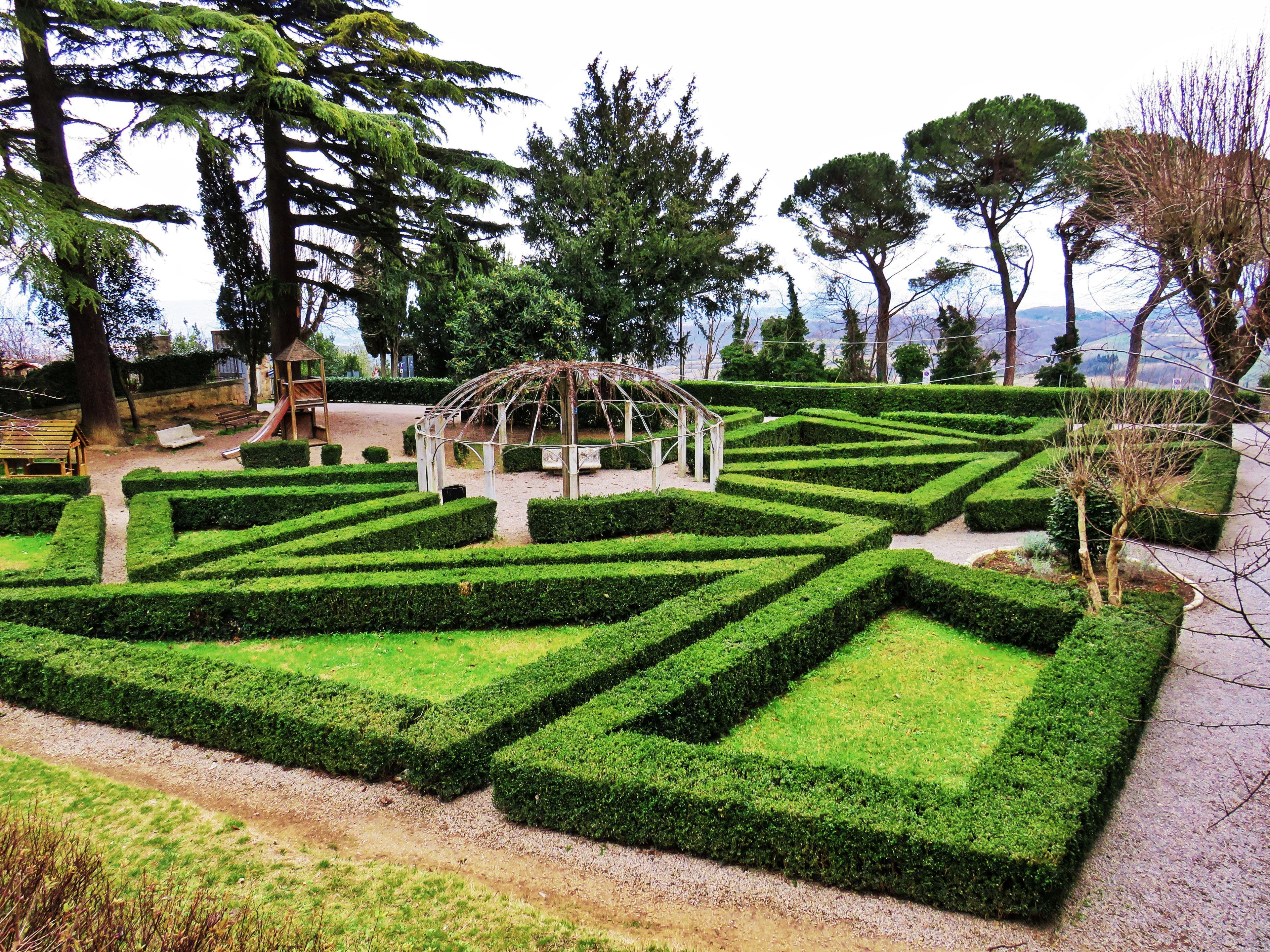
Le parc du château.
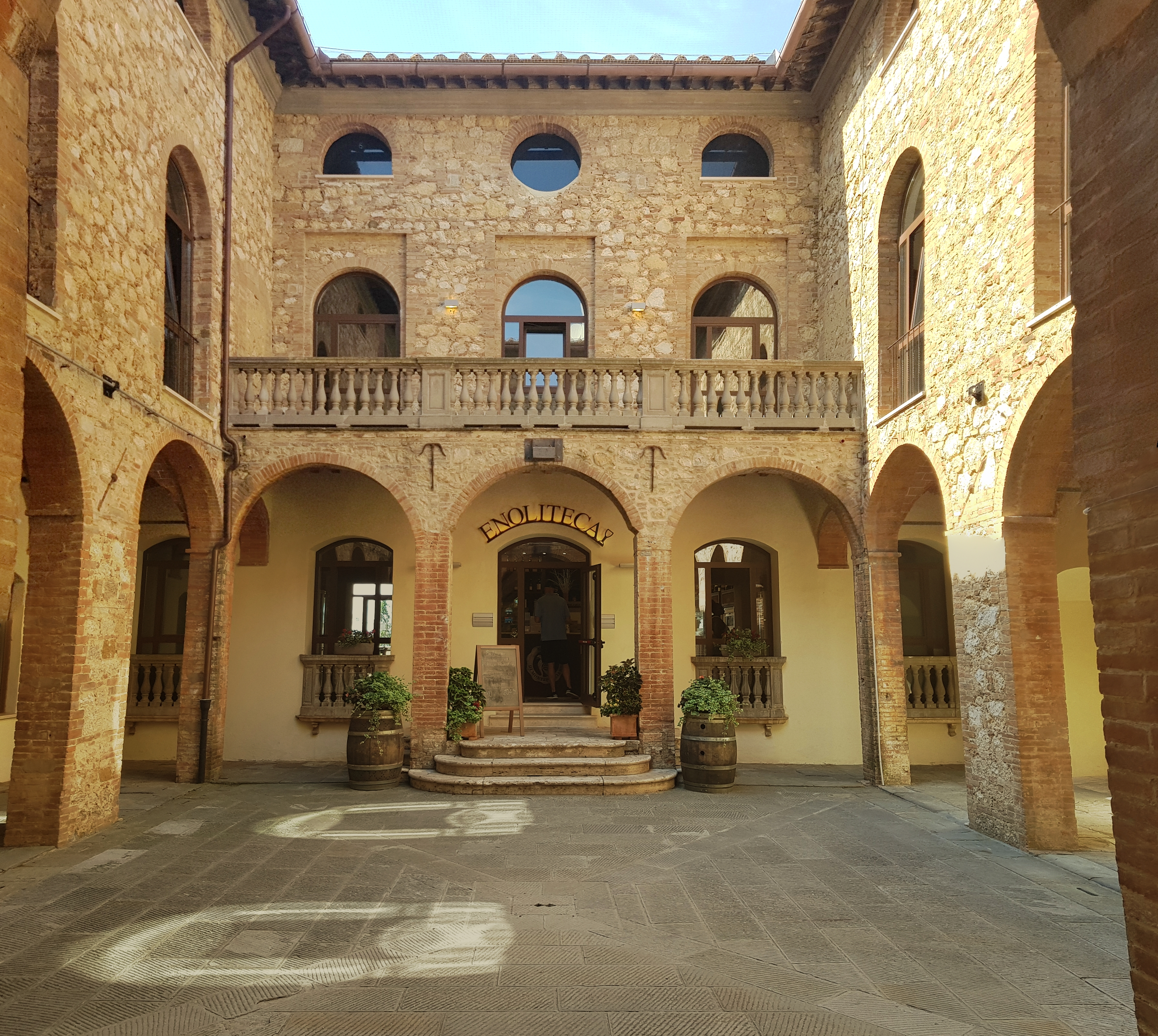
Enoliteca.
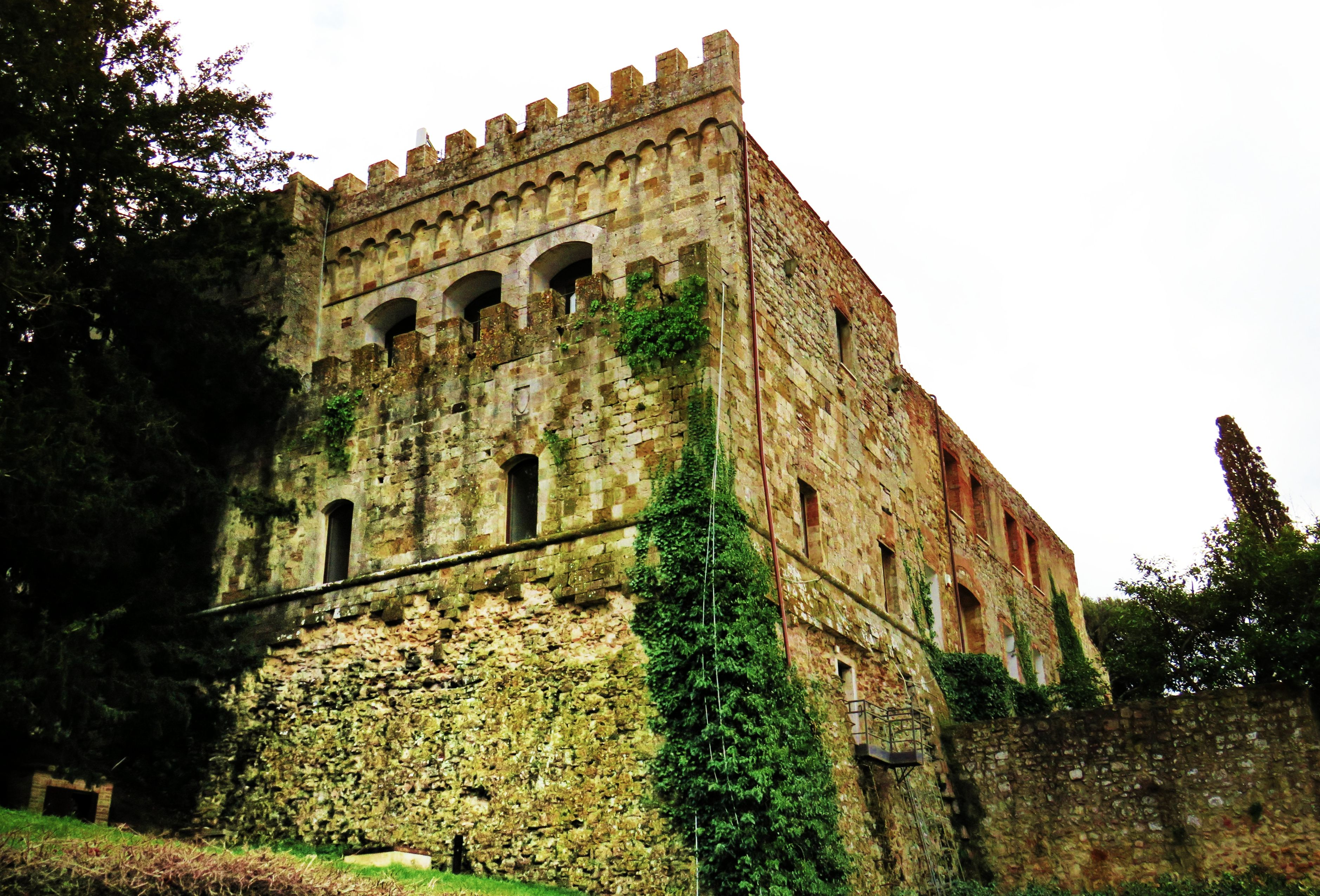